# Domaňovce
Domaňovce este o comună slovacă, aflată în districtul Levoča din regiunea Prešov. Localitatea se află la altitudinea de 440 m deasupra n.m., se întinde pe o suprafață de 12,83 km2 și în 2017 număra 932 de locuitori.

## Istoric
Localitatea Domaňovce este atestată documentar din 1258.

## Demografie
| An:                | 1994 | 2004   | 2014   | 2024   |
| ------------------ | ---- | ------ | ------ | ------ |
| Număr de persoane: | 873  | 880    | 930    | 919    |
| Diferență:         |      | +0,80% | +5,68% | −1,18% |

| An:                | 2023 | 2024   |
| ------------------ | ---- | ------ |
| Număr de persoane: | 882  | 919    |
| Diferență:         |      | +4,19% |